# Три мушкетери (мультфільм, 1938)
«Три мушкетери» — радянський мультиплікаційний фільм.

## Сюжет
Каченя читає на ніч книгу Олександра Дюма «Три мушкетери». Коли він засинає, йому сниться сон, у якому відтворюються події перших розділів книги — знайомство і дуель д'Артаньяна, що не відбулася, з трьома мушкетерами, битва з гвардійцями кардинала і початок дружби. Саме каченя постає уві сні д'Артаньяном, його друзями стають коти-мушкетери, а гвардійці кардинала показані у мультфільмі у вигляді псів. Наприкінці мультфільму каченя падає з ліжка, прокидається, після чого бере з собою в ліжко трьох іграшкових котів і засинає знову.

## Творці
| режисер               | Іван Іванов-Вано                   |
| сценаристи            | Георгій Березко , Іван Іванов-Вано |
| художник              | Олександр Трусов                   |
| оператор              | К.Крилова                          |
| композитор            | Микита Богословський               |
| звукооператор         | С.Ренський                         |
| текст пісень (віршів) | Георгій Березко                    |

## Про мультфільм
Сам режисер Іван Петрович Іванов-Вано невисоко цінував цей мультфільм, він пізніше писав, що через плутанину на «Союзмультфільмі» він "змушений був працювати в чужій мені творчій атмосфері студії, робити «Три мушкетери», «Брехунець» у не властивому мені стилі «а ля Дісней» ", наслідування якого було закінчено мультфільмом 1939 «Мийдодір». За оцінкою кінокритика Олексія Комарова, «Три мушкетери» — це абсолютно безневинний, примітний, хоч і не дуже відомий зразок радянської анімації від Іванова-Вано; при цьому сплетіння яви та мрій злегка нагадує естетику Девіда Лінча, який народився через 8 років.